# Corts de Barcelona (1283)
A les Corts de Barcelona de 1283 Pere el Gran, amb l'amenaça de la Croada contra la Corona d'Aragó es va comprometre a reunir les Corts Catalanes un cop l'any, i a no promulgar cap constitució general o estatut sense l'aprovació d'aquella institució.
Aquestes Corts serviren per confirmar els privilegis, llibertats, usos i costums dels catalans; alhora van limitar la capacitat reial d'imposició de tributs i van precisar les competències dels oficials del rei (els veguers).
Altres acords foren: la reorganització de l'administració de justícia tot acceptant que els veguers no poguessin actuar fora dels llocs de jurisdicció reial; les garanties a la llibertat de comerç, i el reconeixement de l'existència de règims municipals. El rei, a més, es va comprometre a respectar les llibertats i immunitats del clergat i va fer concessions importants a l'aristocràcia, de les quals en derivà un reforçament del poder dels senyors sobre els seus pagesos i de la independència dels barons respecte del rei.
Va ser en ocasió d'aquesta estada del rei a Barcelona, i en aquest context negociador i organitzador, que els prohoms de la ciutat van demanar-li que aprovés els privilegis concedits a la ciutat pels seus predecessors, i li van suplicar que atorgués altres capítols i peticions. El resultat va ser l'anomenat Recognoverunt Proceres (1284).